# Hahn Air Base

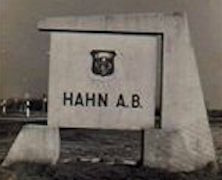
Schild an der Bundesstraße B327 bei Hahn, Aufnahme von 1972

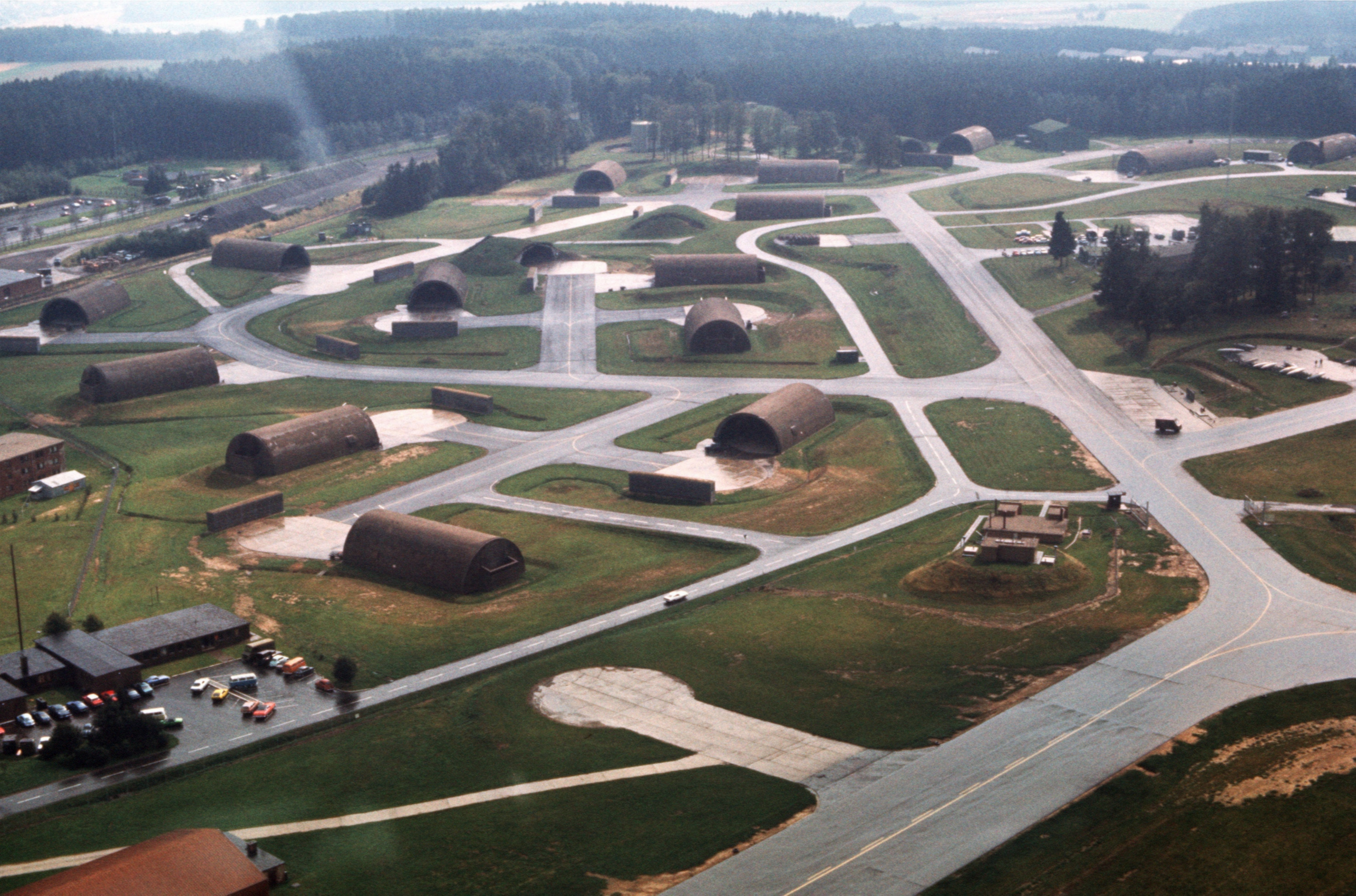
Luftaufnahme der Flugzeugunterstände auf der Hahn Air Base 1977

Die Hahn Air Base war einer der NATO-Militärflugplätze, die während des Kalten Krieges von der US-amerikanischen Luftwaffe in Deutschland betrieben wurden. Sie lag 10 km von Kirchberg, 20 km von Simmern und 2 km von der kleinen Ortschaft Hahn im Hunsrück in Rheinland-Pfalz, Deutschland. Im Rahmen der Rüstungskonversion wurde die Hahn Air Base ab 1993 zum internationalen Flughafen Frankfurt-Hahn ausgebaut.

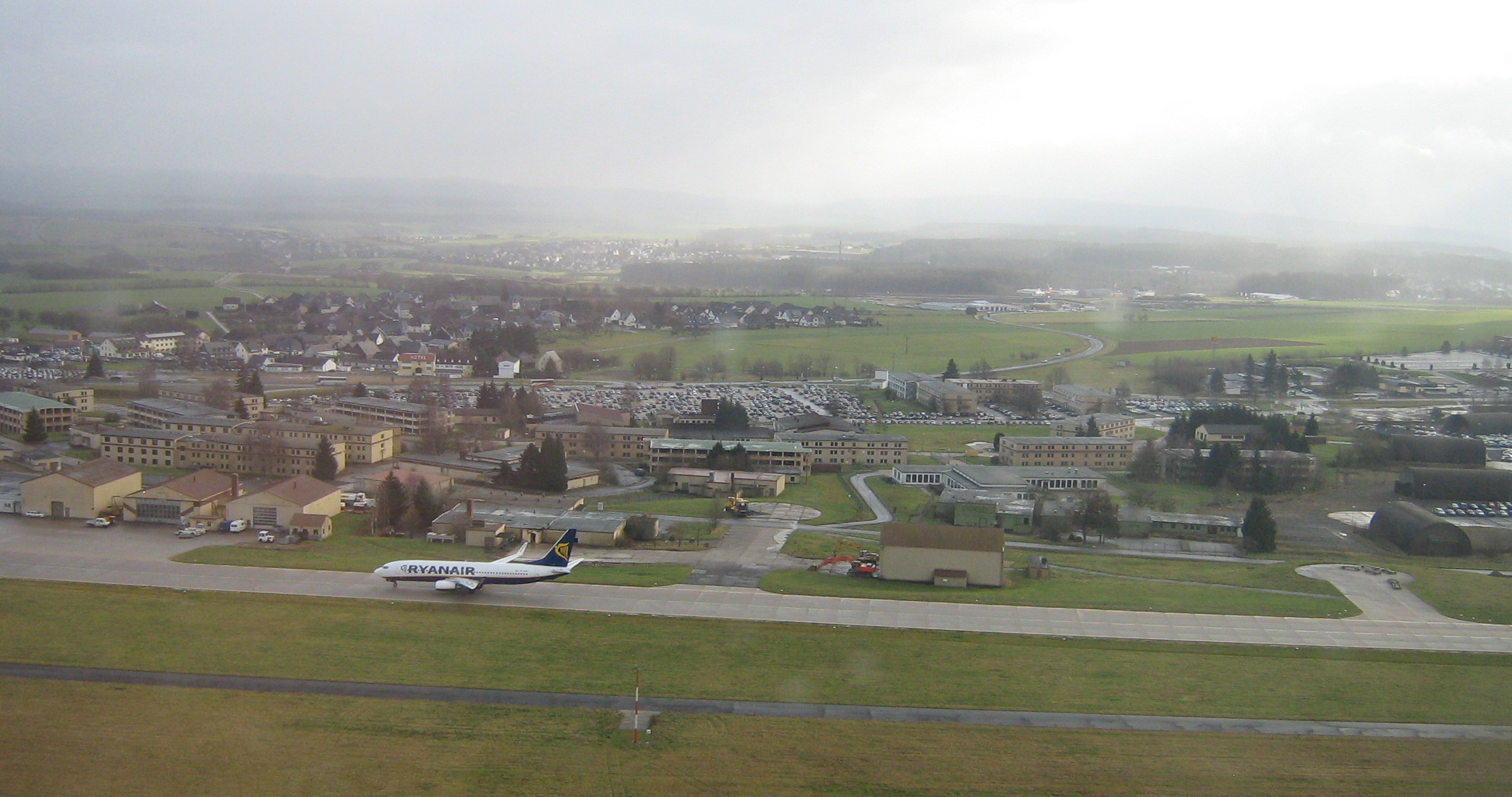
Fragmente früherer militärischer Nutzung des Flughafens.

## Entstehung

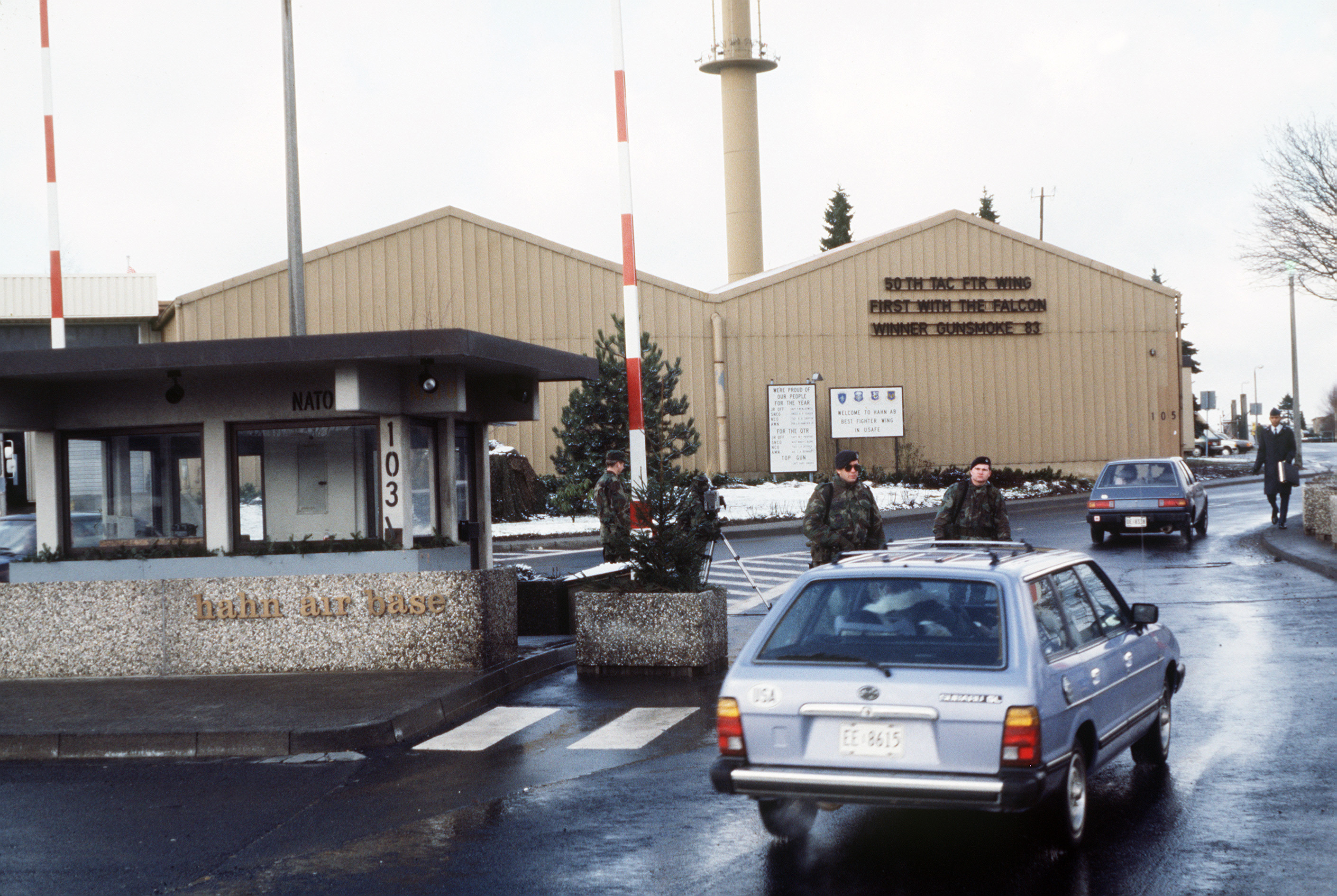
Eingang zur Hahn Air Base 1986

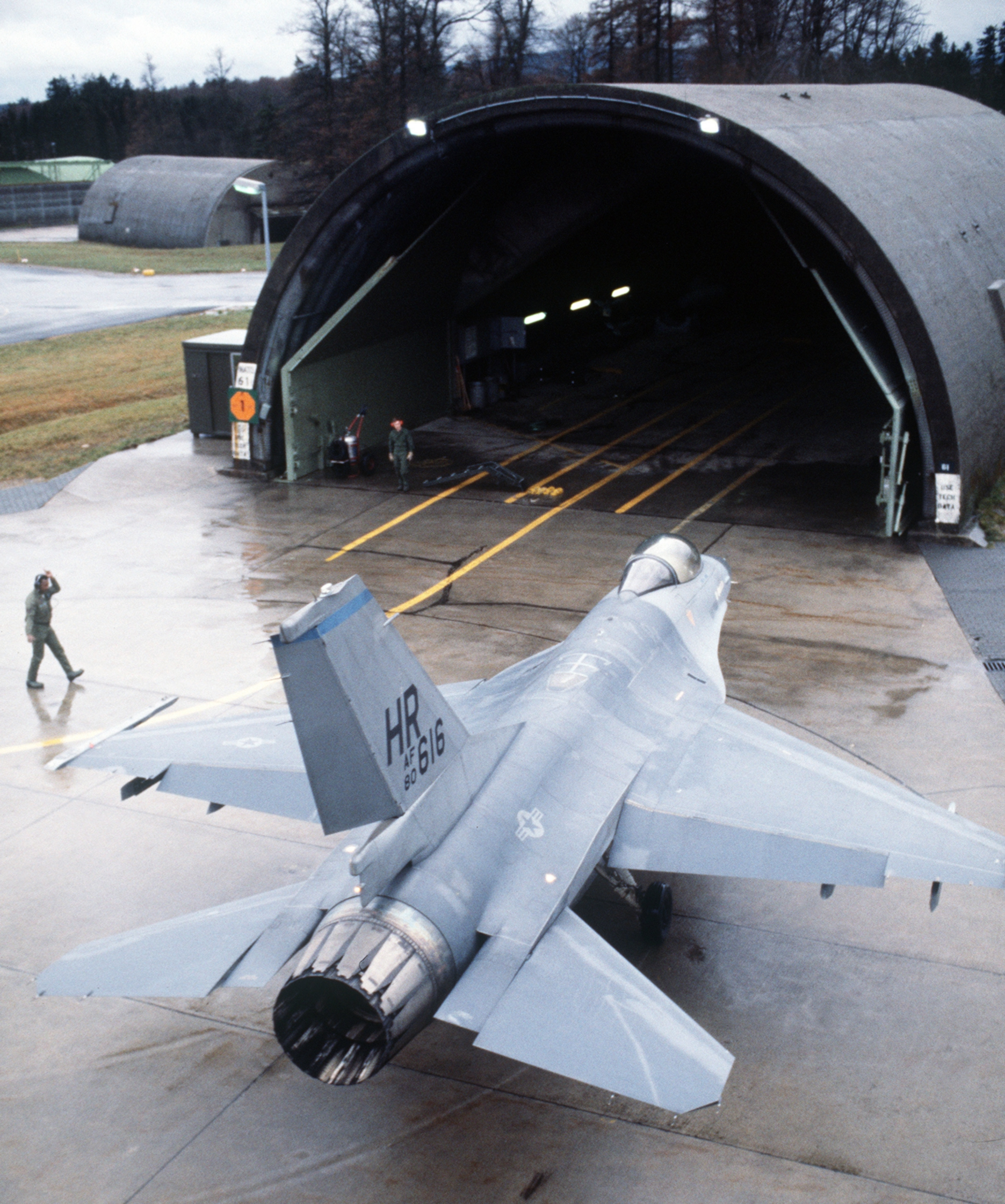
Eine F-16A der 10th Tactical Fighter Squadron, 50th Tactical Fighter Wing auf der Hahn Air Base 1986

Die französische Besatzungsmacht begann 1951 mit dem Bau eines Militärflugplatzes im Hunsrück, der 1952 von der US-amerikanischen Luftwaffe übernommen wurde. Ab Ende 1954 war die Basis u. a. für knapp ein Jahr Stützpunkt einer Staffel F-86F-Jagdbomber des 388th Fighter-Bomber Wing, dessen vorgesehene Einsatzbasis Etain noch nicht fertiggestellt war.
Die Bezeichnung Hahn stammt aus US-amerikanischer Zeit. Üblicherweise tragen Flugplätze den Namen des Ortes, auf dessen Fläche sie gebaut sind. Im Fall der Hahn Air Base wäre dies die Ortsgemeinde Lautzenhausen. Nach ersten Planungen sollte der Militärflugplatz leicht versetzt vom späteren Standort bei Hahn und nicht bei Lautzenhausen gebaut werden. Obwohl die Entwürfe geändert wurden, blieb es bei der ersten Bezeichnung Hahn. Dabei wurde auch berücksichtigt, dass international Schwierigkeiten wahrscheinlich wären, die Namen der benachbarten Gemeinden Lautzenhausen und Büchenbeuren auszusprechen, weshalb aus praktischen Gründen die Entscheidung für den Ort Hahn fiel.

## Stützpunkt der 50th Fighter Wing der United States Air Force
Die Hahn Air Base war ab Ende 1959 der Stützpunkt des zuvor in Toul liegenden 50th Fighter Wing der United States Air Force. Er war einer von mehreren United States Air Force Basen in Deutschland (Zweibrücken Air Base, Ramstein Air Base, Sembach Air Base, Bitburg Air Base, Spangdahlem Air Base und Rhein-Main Air Base), alle im Umkreis von etwa 100 km voneinander entfernt. Wegen ihrer Lage im Herzen der US-Truppenkonzentrationen waren diese Luftstützpunkte gut gelegen, um alle Standorte in Europa und die Mittelmeer-Region zu erreichen.

## Struktur
Hahn Air Base war die siebtgrößte US-Luftwaffenbasis in Europa und die zweitgrößte in Deutschland. Die Housing Area (Wohngebiet des amerikanischen Militärs) bestand aus 672 Wohnungen in einer Größe von 60 bis 155 Quadratmetern in 43 Gebäuden. In 25 Kasernengebäuden waren die alleinstehenden Soldaten untergebracht. Auf dem Gelände gab es 22 Bürogebäude, 52 Werkstätten und 51 Lager.
Flugzeuge und Munition wurden in 343 Hangars, Bunkern und Unterständen untergebracht. Einkaufen konnten die Soldaten in 23 Läden, nach dem Dienst standen 32 Freizeiteinrichtungen zur Verfügung – darunter ein Golfplatz, zwei Sporthallen, ein Footballplatz, ein Stadion, Tennisplätze und eine Schießanlage. Für Kinder standen 5 Schulgebäude bereit. Das Hospital bestand aus 4 Gebäuden, darunter eine Zahnklinik.

## Marschflugkörper
1987 trafen die ersten BGM-109G Gryphon-Marschflugkörper in Deutschland ein. Diese sollten in der Raketenbasis Pydna stationiert werden. Der geplante Fertigstellungstermin für die Pydna (Ende 1986) konnte nicht eingehalten werden. Deshalb wurden sie vorerst im Gelände der Hahn Air Base stationiert, weil dort die Möglichkeit zur Lagerung Nukleargefechtsköpfen bestand.

## Aufgabe der Air Base

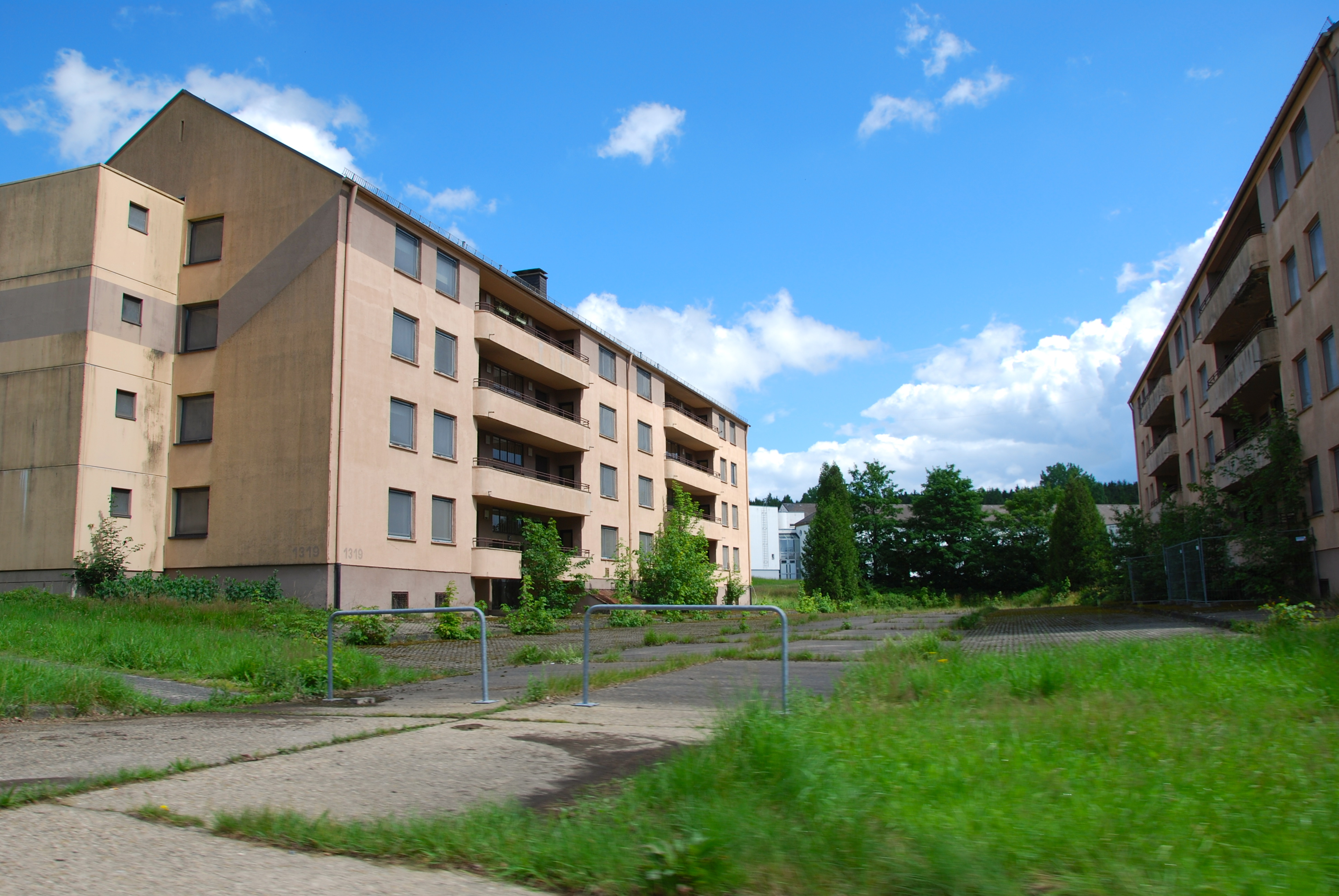
Leerstehende Kasernen der Air Base 2012

Hahn war hauptsächlich ein Jagdbomber-Stützpunkt. Das 50. Geschwader flog in den ersten Jahren die F-100D/F und zwischen Oktober 1966 und Juni 1982 die F-4D/E.
Zum Ende des Kalten Krieges waren auf der Air Base Hahn drei Fliegende Staffeln F-16 stationiert mit einem Personalbestand und Familienangehörigen von insgesamt 13.000 Menschen. Hahn war im Dezember 1981 erste europäische F-16 Basis geworden.
Nachdem eine dieser Staffeln, die 10th TFS, 1991 beim zweiten Golfkrieg im Irak eingesetzt worden war, kehrten ihre Flugzeuge direkt in die USA zurück. Die U.S. Air Force leitete die Aufgabe des Standortes ein und zog bis 1993 das verbliebene Personal und Gerät ab.

## Zivile Nutzung
Nach dem Ende der militärischen Nutzung übergaben die US-Streitkräfte die Hahn Air Base am 30. September 1993 der zivilen Verwaltung. Die Landesregierung Rheinland-Pfalz identifizierte den aufgelassenen Flugplatz als denjenigen, der am leichtesten zu einer zivilen Verwendung zu konvertieren ist. Im Rahmen der Konversion wurde ein internationaler Flughafen geplant, der den Flughafen Frankfurt Main entlasten soll. Der erste zivile Flug vom Flughafen Frankfurt-Hahn, ein Charterflug nach Mallorca, fand am 22. Mai 1993 statt.